# Ajman
ʿAjmān (in arabo عجمان‎?) è la capitale dell'emirato di Ajman, negli Emirati Arabi Uniti. La città conta una popolazione di circa 489.000 abitanti, secondo i dati del 2017. È la quinta città del Paese dopo Dubai, Abu Dhabi, Sharja e Al Ain.
L'area urbana della città, situata lungo le rive del golfo Persico è continua a quella della città di Sharja sulla costa sud occidentale, che a sua volta è contigua a quella di Dubai, formando così un'unica area urbana.

## Storia
Il dominio degli Al Bu Kharaiban Nuaimi ad Ajman iniziò nel 1816, quando lo sceicco Rashid bin Humaid Al Nuaimi e cinquanta suoi seguaci strapparono l'insediamento costiero di Ajman ai membri della tribù Al Bu Shamis Nuaimi dopo un breve conflitto. Solo nel 1816 o 1817, tuttavia, la fortezza di Ajman cadde finalmente nelle mani dei seguaci di Rashid, il cui governo fu appoggiato da Sultan bin Saqr al-Qasimi, potente sceicco delle vicine Sharjah e Ras Al Khaimah.
L'8 gennaio 1820, dopo il saccheggio di Ras Al Khaimah da parte di una forza britannica guidata da Sir W.G. Keir, il 4 febbraio 1820 Sultan bin Saqr firmò il Trattato marittimo generale con il Regno Unito, seguito il 15 marzo da Rashid bin Humaid al Forte di Falaya.
Un'indagine marittima britannica del 1822 rilevava che Ajman aveva una delle migliori insenature della costa ed era un piccolo centro con un unico edificio fortificato, la casa del sovrano. Come molte altre città costiere di quella che divenne la Costa della Tregua, la popolazione era variabile a seconda della stagione: c'erano da 1.400 a 1.700 uomini della tribù dei "Mahamee" che vivevano lì durante la stagione della caccia alle perle (aprile-settembre), molti dei quali migravano ad al-Buraymi nella stagione della data. L'indagine rileva che il sovrano di Ajman, Rashid bin Ahmed, considerava il suo dominio indipendente dall'Emirato di Sharjah, ma che Sharjah non manteneva questo punto di vista anche se de facto non aveva alcun potere su Ajman. L'indagine rilevava che gli abitanti di Ajman erano "per lo più rigidi wahhabiti" e registrava la presenza del villaggio in rovina di Fasht lungo la costa di Ajman, che oggi è il sobborgo Fisht della città di Sharjah.
Nel 1831 lo sceicco di Ajman accettò un sussidio dall'Imam di Muscat per unirsi a Sultan bin Saqr di Sharjah contro Sohar, ma dopo la sconfitta di Sultan si dichiarò a favore di Sohar. In sua assenza, una parte dei Bani Yas di Abu Dhabi saccheggiò la città di Ajman e i suoi datteri. Per rappresaglia, le forze di Ajman commisero "audaci depredazioni" sulle città di Sohar e Muscat. Quando fu chiamato a risarcire le azioni del suo "suddito", Sultan bin Saqr negò qualsiasi autorità su Ajman e nel 1832 una forza navale britannica fu inviata ad Ajman per ottenere un risarcimento per le incursioni sulle città della costa orientale. Al termine di un conflitto tra Sharjah, Ajman e Dubai da una parte e Abu Dhabi dall'altra, Ajman (insieme alle altre parti) firmò il Trattato marittimo del 1835.
Nel 1840 Humaid bin Obeid bin Subt di Al Heera invase Ajman sostenuto da un corpo dei Bani Naeem. Sebbene inizialmente riluttante ad assistere Humeid bin Rashid, Sultan bin Suggur di Sharjah inviò suo figlio Suggur che, insieme a Maktoum di Dubai, espulse gli invasori e saccheggiò Al Heera per rappresaglia. Tre anni dopo fu firmato un altro trattato marittimo tra gli sceicchi della Tregua e gli inglesi e poi, il 4 maggio 1853, fu stipulato un "trattato di pace perpetua" tra gli sceicchi della costa, compreso Ajman. Una copia di questo trattato è esposta nel Museo di Ajman. Un altro trattato del 1892 legava gli Stati della Tregua alla Gran Bretagna.
Il 2 dicembre 1971, Ajman, sotto la guida dello sceicco Rashid bin Humayd Al Nuaimi, si unì agli Emirati Arabi Uniti.